# Черноручье (Приморский край)
Чернору́чье — село в Лазовском муниципальном районе Приморского края России. Административный центр Чернорученского сельского поселения.

## География
Село расположено в 43 км от районного центра села Лазо.
Находится в долине реки Чёрная.

## Население
| 1915 | 1926 | 2002 | 2007 | 2008 | 2010 |
| ---- | ---- | ---- | ---- | ---- | ---- |
| 296  | ↗345 | ↗439 | ↘415 | ↗426 | ↘373 |

## Улицы
| - ул. Весенняя, - ул. Зелёная, | - ул. Советская, - ул. Шевченко. |